# 89. Kongress der Vereinigten Staaten
Der 89. Kongress der Vereinigten Staaten beschreibt die Legislaturperiode von Repräsentantenhaus und Senat in den Vereinigten Staaten zwischen dem 3. Januar 1965 und dem 3. Januar 1967. Alle Abgeordneten des Repräsentantenhauses sowie ein Drittel der Senatoren (Klasse I) waren im November 1964 bei den Kongresswahlen gewählt worden. Dabei erreichten die Demokraten in beiden Kammern eine deutliche Mehrheit. Der Republikanischen Partei war in der Opposition. Im Verlauf der Legislaturperiode kam es durch Rücktritte und Todesfälle zu kleineren personellen Änderungen, die aber die Mehrheitsverhältnisse nicht veränderten. Der Kongress tagte in der amerikanischen Bundeshauptstadt Washington, D.C. Die Sitzverteilung im Repräsentantenhaus basierte auf der Volkszählung von 1960.

## Wichtige Ereignisse
Siehe auch Einträge unter 1965 und 1966.
- 3. Januar 1965: Beginn der Legislaturperiode des 89. Kongresses
- 20. Januar 1965: Präsident Lyndon B. Johnson wird in seine zweite und erste volle Amtszeit eingeführt.
- 21. Februar 1965: Malcolm X wird in New York City ermordet.
- 7. März 1965: Außerhalb der Stadt Selma (Alabama) stoppt die Staatspolizei durch Einsatz von Knüppeln und Tränengas den ersten von drei Protestmärschen. Etwa 600 Bürgerrechtsdemonstranten wollten in Alabamas Hauptstadt Montgomery ziehen. Gouverneur George Wallace sieht im Marsch eine Bedrohung der öffentlichen Sicherheit.
- 30. März 1965: Ein Autobombenanschlag auf die Botschaft der Vereinigten Staaten in Saigon führt zum Tod von 22 Menschen, 188 werden verletzt. Ein Neubau ersetzt hinterher das erste US-Botschaftsgebäude in Südvietnam.
- 6. August 1965: US-Präsident Lyndon B. Johnson unterzeichnet den Voting Rights Act und gewährt damit allen Afroamerikanern ausdrücklich das Wahlrecht, was wesentlich zur gesetzlichen Gleichstellung Schwarzer in den USA führte.
- 3. Oktober 1965: Mit der Unterschrift von US-Präsident Lyndon B. Johnson unter den Immigration and Naturalization Services Act of 1965 wird das Einwanderungsrecht der Vereinigten Staaten liberaler gestaltet.
- 29. Mai 1966: Die USA und Thailand unterzeichnen einen neuen Freundschaftsvertrag, 20.000 US-Soldaten stehen wegen des Vietnamkriegs im Land.
- 15. Oktober 1966: Im westlichen Texas wird der Guadalupe-Mountains-Nationalpark geschaffen.
- 8. November 1966: Bei den Kongresswahlen in den USA verteidigen die Demokraten ihre Mehrheit in beiden Kammern trotz leichter Verluste.

Die gesamte Legislaturperiode wird von den Ereignissen des Vietnamkriegs geprägt. Außerdem läuft in den USA ein Raumfahrtprogramm das unter anderem zur Vorbereitung der Mondlandung (Juli 1969) dient.

## Die wichtigsten Gesetze
In den Sitzungsperioden des 89. Kongresses wurden unter anderem folgende Bundesgesetze verabschiedet (siehe auch: Gesetzgebungsverfahren):
- 11. April 1965: Elementary and Secondary Education Act
- 27. Juli 1965: Cigarette Labeling and Advertising Act
- 30. Juli 1965: Social Security Act of 1965
- 6. August 1965: Voting Rights Act
- 10. August 1965: Housing and Urban Development Act of 1965
- 26. August 1965: Public Works and Economic Development Act of 1965
- 29. September 1965: National Foundation on the Arts and the Humanities Act
- 3. Oktober 1965: Immigration and Naturalization Services Act of 1965
- 6. Oktober 1965: Heart Disease, Cancer, and Stroke Amendments
- 20. Oktober 1965: Motor Vehicle Air Pollution Control Act
- 22. Oktober 1965: Highway Beautification Act
- 8. November 1965: Higher Education Act of 1965
- 8. November 1965: Vocational Rehabilitation Act Amendments
- 13. April 1966: Uniform Time Act
- 13. Juli 1966: Cotton Research and Promotion Act
- 9. September 1966: National Traffic and Motor Vehicle Safety Act
- 15. Oktober 1966: National Historic Preservation Act
- 15. Oktober 1966: National Wildlife Refuge System Administration Act
- 15. Oktober 1966: Gesetz zur Gründung des Verkehrsministerium der Vereinigten Staaten
- 2. November 1966: Cuban Adjustment Act
- 3. November 1966: Comprehensive Health, Planning and Service Act

## Zusammensetzung nach Parteien

### Senat
|              | Partei (Schattierung zeigt Mehrheitspartei) | Partei (Schattierung zeigt Mehrheitspartei) | Partei (Schattierung zeigt Mehrheitspartei) | Total |   |
| ------------ | ------------------------------------------- | ------------------------------------------- | ------------------------------------------- | ----- | - |
|              |                                             |                                             |                                             | Total |   |
| Demokraten   | Republikaner                                | Sonstige                                    | Vakant                                      | Total |   |
| 88. Kongress | 65                                          | 35                                          | 0                                           | 100   | 0 |
|              |                                             |                                             |                                             |       |   |
| 89. Kongress | 68                                          | 32                                          | 0                                           | 100   |   |
| 90. Kongress | 62                                          | 38                                          | 0                                           | 100   |   |

### Repräsentantenhaus
|              | Partei (Schattierung zeigt Mehrheitspartei) | Partei (Schattierung zeigt Mehrheitspartei) | Partei (Schattierung zeigt Mehrheitspartei) | Total |   |
| ------------ | ------------------------------------------- | ------------------------------------------- | ------------------------------------------- | ----- | - |
|              |                                             |                                             |                                             | Total |   |
| Demokraten   | Republikaner                                | Unabhängige                                 | Vakant                                      | Total |   |
| 88. Kongress | 255                                         | 177                                         | 0                                           | 435   | 3 |
|              |                                             |                                             |                                             |       |   |
| 89. Kongress | 295                                         | 140                                         | 0                                           | 435   | 0 |
| 90. Kongress | 247                                         | 187                                         | 0                                           | 435   | 1 |

Außerdem gab es noch einen nicht stimmberechtigten Kongressdelegierten.

## Amtsträger

### Senat
- Präsident des Senats: Hubert H. Humphrey (D) ab dem 20. Januar 1965. Zwischen dem 22. November 1963 und dem 20. Januar 1965 war das Amt Vakant.
- Präsident pro tempore: Carl Hayden (D)

#### Führung der Mehrheitspartei
- Mehrheitsführer: Mike Mansfield (D)
- Mehrheitswhip: Russell B. Long (D)

#### Führung der Minderheitspartei
- Minderheitsführer: Everett Dirksen (R)
- Minderheitswhip: Thomas Kuchel (R)

### Repräsentantenhaus
- Sprecher des Repräsentantenhauses: John W. McCormack (D)

#### Führung der Mehrheitspartei
- Mehrheitsführer: Carl Albert (D)
- Mehrheitswhip: Hale Boggs (D)

#### Führung der Minderheitspartei
- Minderheitsführer: Gerald Ford (R)
- Minderheitswhip: Leslie C. Arends (R)

## Senatsmitglieder
Im 89. Kongress vertraten folgende Senatoren ihre jeweiligen Bundesstaaten:
| Alabama - 2. John Sparkman (D) - 3. J. Lister Hill (D) Alaska - 2. Bob Bartlett (D) - 3. Ernest Gruening (D) Arizona - 1. Paul Jones Fannin (R) - 3. Carl Hayden (D) Arkansas - 2. John Little McClellan (D) - 3. J. William Fulbright (D) Kalifornien - 1. George Murphy (R) - 3. Thomas Kuchel (R) Colorado - 2. Gordon L. Allott (R) - 3. Peter H. Dominick (R) Connecticut - 1. Thomas J. Dodd (D) - 3. Abraham A. Ribicoff (D) Delaware - 1. John J. Williams (R) - 2. Cale Boggs (R) Florida - 1. Spessard Holland (D) - 3. George Smathers (D) Georgia - 2. Richard B. Russell (D) - 3. Herman Talmadge (D) Hawaii - 1. Hiram Fong (R) - 2. Daniel Inouye (D) Idaho - 2. Leonard B. Jordan (R) - 3. Frank Church (D) Illinois - 2. Paul Howard Douglas (D) - 3. Everett Dirksen (R) Indiana - 1. Vance Hartke (D) - 3. Birch Bayh (D) Iowa - 2. Jack Miller (R) - 3. Bourke B. Hickenlooper (R) Kansas - 2. James B. Pearson (R) - 3. Frank Carlson (R) Kentucky - 2. John Sherman Cooper (R) - 3. Thruston Ballard Morton (R) Louisiana - 2. Allen J. Ellender (D) - 3. Russell B. Long (D) Maine - 1. Edmund Muskie (D) - 2. Margaret Chase Smith (R) Maryland - 1. Joseph Tydings (D) - 3. Daniel Brewster (D) Massachusetts - 1. Edward Kennedy (D) - 2. Leverett Saltonstall (R) Michigan - 1. Philip Hart (D) - 2. Patrick V. McNamara (D) bis zum 30. April 1966 - Robert P. Griffin (R) ab dem 11. Mai 1966 Minnesota - 1. Eugene McCarthy (D) bzw. (Democratic Farmer Labor Party) - 2. Walter Mondale (D) bzw. (Democratic Farmer Labor Party) Mississippi - 1. John C. Stennis (D) - 2. James Eastland (D) Missouri - 1. Stuart Symington (D) - 3. Edward V. Long (D) Montana - 1. Mike Mansfield (D) - 2. Lee Metcalf (D) | Nebraska - 1. Roman Hruska (R) - 2. Carl Curtis (R) Nevada - 1. Howard Cannon (D) - 3. Alan Bible (D) New Hampshire - 2. Thomas J. McIntyre (D) - 3. Norris Cotton (R) New Jersey - 1. Harrison A. Williams (D) - 2. Clifford P. Case (R) New Mexico - 1. Joseph Montoya (D) - 2. Clinton Presba Anderson (D) New York - 1. Robert F. Kennedy (D) - 3. Jacob K. Javits (R) North Carolina - 2. B. Everett Jordan (D) - 3. Sam Ervin (D) North Dakota - 1. Quentin N. Burdick (D) - 3. Milton Young (R) Ohio - 1. Stephen M. Young (D) - 3. Frank J. Lausche (D) Oklahoma - 2. Fred R. Harris (D) - 3. A. S. Mike Monroney (D) Oregon - 2. Maurine Brown Neuberger (D) - 3. Wayne Morse (D) Pennsylvania - 1. Hugh Scott (R) - 3. Joseph S. Clark (D) Rhode Island - 1. John O. Pastore (D) - 2. Claiborne Pell (D) South Carolina - 2. Strom Thurmond (R) - 3. Olin D. Johnston (D) bis zum 18. April 1965 - Donald S. Russell (D) vom 22. April 1965 bis zum 8. November 1966 - Fritz Hollings (D) ab dem 9. November 1966 South Dakota - 2. Karl Earl Mundt (R) - 3. George McGovern (D) Tennessee - 1. Albert Gore Sr. (D) - 2. Ross Bass (D) bis zum 2. Januar 1967 Texas - 1. Ralph Yarborough (D) - 2. John Tower (R) Utah - 1. Frank Moss (D) - 3. Wallace F. Bennett (R) Vermont - 1. Winston L. Prouty (R) - 3. George Aiken (R) Virginia - 1. Harry F. Byrd Sr. (D) bis zum 10. November 1965 - Harry F. Byrd Jr. (D) ab dem 12. November 1965 - 2. Absalom Willis Robertson (D) bis zum 30. Dezember 1966 - William B. Spong (D) ab dem 31. Dezember 1966 Washington - 1. Henry M. Jackson (D) - 3. Warren G. Magnuson (D) West Virginia - 1. Robert Byrd (D) - 2. Jennings Randolph (D) Wisconsin - 1. William Proxmire (D) - 3. Gaylord Nelson (D) Wyoming - 1. Gale W. McGee (D) - 2. Milward L. Simpson (R) |

## Mitglieder des Repräsentantenhauses
Folgende Kongressabgeordnete vertraten im 89. Kongress die Interessen ihrer jeweiligen Bundesstaaten:
| Alabama 8 Wahlbezirke - 1. William J. Edwards (R) - 2. William Louis Dickinson (R) - 3. George W. Andrews (D) - 4. Glenn Andrews (R) - 5. Armistead I. Selden Jr. (D) - 6. John Hall Buchanan, Jr. (R) - 7. James D. Martin (R) - 8. Robert Jones Jr. (D) Alaska Staatsweite Wahl - Ralph Julian Rivers (D) bis zum 30. Dezember 1966 Arizona 3 Wahlbezirke - 1. John Jacob Rhodes (R) - 2. Mo Udall (D) - 3. George F. Senner (D) Arkansas 4 Wahlbezirke. - 1. Ezekiel Candler Gathings (D) - 2. Wilbur Daigh Mills (D) - 3. James William Trimble (D) - 4. Oren Harris (D) bis zum 2. Februar 1966 - David Pryor (D) ab dem 8. November 1966 Kalifornien 38 Wahlbezirke. - 1. Donald H. Clausen (R) - 2. Harold T. Johnson (D) - 3. John E. Moss (D) - 4. Robert L. Leggett (D) - 5. Phillip Burton (D) - 6. William S. Mailliard (R) - 7. Jeffery Cohelan (D) - 8. George Paul Miller (D) - 9. Don Edwards (D) - 10. Charles S. Gubser (R) - 11. J. Arthur Younger (R) - 12. Burt L. Talcott (R) - 13. Charles M. Teague (R) - 14. John F. Baldwin (R) bis zum 9. März 1966 - Jerome R. Waldie (D) ab dem 7. Juni 1966 - 15. John J. McFall (D) - 16. Bernice F. Sisk (D) - 17. Cecil R. King (D) - 18. Harlan Hagen (D) - 19. Chester E. Holifield (D) - 20. H. Allen Smith (R) - 21. Augustus F. Hawkins (D) - 22. James C. Corman (D) - 23. Del M. Clawson (R) - 24. Glenard P. Lipscomb (R) - 25. Ronald B. Cameron (D) - 26. James Roosevelt (D) bis zum 30. September 1965 - Thomas M. Rees (D) ab dem 15. Dezember 1965 - 27. Edwin Reinecke (R) - 28. Alphonzo Bell (R) - 29. George Brown Jr. (D) - 30. Edward R. Roybal (D) - 31. Charles H. Wilson (D) - 32. Craig Hosmer (R) - 33. Kenneth W. Dyal (D) - 34. Richard T. Hanna (D) - 35. James B. Utt (R) - 36. Bob Wilson (R) - 37. Lionel Van Deerlin (D) - 38. John V. Tunney (D) Colorado 4 Wahlbezirke - 1. Byron G. Rogers (D) - 2. Roy H. McVicker (D) - 3. Frank E. Evans (D) - 4. Wayne N. Aspinall (D) Connecticut 6 Wahlbezirke - 1. Emilio Q. Daddario (D) - 2. William St. Onge (D) - 3. Robert Giaimo (D) - 4. Donald Jay Irwin (D) - 5. John S. Monagan (D) - 6. Bernard F. Grabowski (D) Delaware Staatsweite Wahl - Harris B. McDowell (D) Florida 12 Wahlbezirke - 1. Robert Sikes (D) - 2. Charles Edward Bennett (D) - 3. Claude Pepper (D) - 4. Dante Fascell (D) - 5. Albert Sydney Herlong Jr. (D) - 6. Paul Grant Rogers (D) - 7. James A. Haley (D) - 8. Donald Ray Matthews (D) - 9. Don Fuqua (D) - 10. Sam Gibbons (D) - 11. Edward Gurney (R) - 12. William C. Cramer (R) Georgia 10 Wahlbezirke - 1. George Elliott Hagan (D) - 2. Maston E. O’Neal (D) - 3. Howard H. Callaway (R) - 4. James MacKay (D) - 5. Charles Weltner (D) - 6. John James Flynt Jr. (D) - 7. John William Davis (D) - 8. J. Russell Tuten (D) - 9. Phillip M. Landrum (D) - 10. Robert Grier Stephens (D) Hawaii Staatsweite Wahl für zwei Abgeordnete - Spark Matsunaga (D) - Patsy Mink (D) Idaho 2 Wahlbezirke - 1. Compton I. White Jr. (D) - 2. George V. Hansen (R) Illinois 24 Wahlbezirke - 1. William L. Dawson (D) - 2. Barratt O’Hara (D) - 3. William T. Murphy (D) - 4. Ed Derwinski (R) - 5. John C. Kluczynski (D) - 6. Daniel J. Ronan (D) - 7. Frank Annunzio (D) - 8. Dan Rostenkowski (D) - 9. Sidney R. Yates (D) - 10. Harold R. Collier (R) - 11. Roman Pucinski (D) - 12. Robert McClory (R) - 13. Donald Rumsfeld (R) - 14. John N. Erlenborn (R) - 15. Charlotte Thompson Reid (R) - 16. John B. Anderson (R) - 17. Leslie C. Arends (R) - 18. Robert H. Michel (R) - 19. Gale Schisler (D) - 20. Paul Findley (R) - 21. Kenneth J. Gray (D) - 22. William L. Springer (R) - 23. George E. Shipley (D) - 24. Charles Melvin Price (D) Indiana 11 Wahlbezirke - 1. Ray J. Madden (D) - 2. Charles A. Halleck (R) - 3. John Brademas (D) - 4. E. Ross Adair (R) - 5. J. Edward Roush (D) - 6. Richard L. Roudebush (R) - 7. William G. Bray (R) - 8. Winfield K. Denton (D) bis zum 30. Dezember 1966 - 9. Lee H. Hamilton (D) - 10. Ralph Harvey (R) bis zum 30. Dezember 1966 - 11. Andrew Jacobs Jr. (D) Iowa 7 Wahlbezirke - 1. John R. Schmidhauser (D) - 2. John Culver (D) - 3. H. R. Gross (R) - 4. Bert Bandstra (D) - 5. Neal Edward Smith (D) - 6. Stanley L. Greigg (D) - 7. John R. Hansen (D) Kansas 5 Wahlbezirke. - 1. Bob Dole (R) - 2. Chester L. Mize (R) - 3. Robert Fred Ellsworth (R) - 4. Garner E. Shriver (R) - 5. Joe Skubitz (R) Kentucky 7 Wahlbezirke - 1. Frank Stubblefield (D) - 2. William Huston Natcher (D) - 3. Charles R. Farnsley (D) - 4. Frank Chelf (D) - 5. Tim Lee Carter (R) - 6. John C. Watts (D) - 7. Carl D. Perkins (D) Louisiana 8 Wahlbezirke - 1. Felix Edward Hébert (D) - 2. Hale Boggs (D) - 3. Edwin E. Willis (D) - 4. Joe Waggonner (D) - 5. Otto E. Passman (D) - 6. James H. Morrison (D) - 7. T. Ashton Thompson (D) bis zum 1. Juli 1965 - Edwin Edwards (D) ab dem 2. Oktober 1965 - 8. Speedy O. Long (D) Maine 2 Wahlbezirke - 1. Stanley R. Tupper (R) - 2. William Dodd Hathaway (D) Maryland 7 Wahlbezirke. Außerdem wurde ein Abgeordneter staatsweit gewählt - 1. Rogers Morton (R) - 2. Clarence Long (D) - 3. Edward Garmatz (D) - 4. George Hyde Fallon (D) - 5. Hervey Machen (D) - 6. Charles Mathias (R) - 7. Samuel Nathaniel Friedel (D) - 8. Carlton R. Sickles (D) staatsweit gewählt Massachusetts 12 Wahlbezirke - 1. Silvio O. Conte (R) - 2. Edward Boland (D) - 3. Philip J. Philbin (D) - 4. Harold Donohue (D) - 5. F. Bradford Morse (R) - 6. William H. Bates (R) - 7. Torbert Macdonald (D) - 8. Tip O’Neill (D) - 9. John W. McCormack (D) - 10. Joseph William Martin (R) - 11. James A. Burke (D) - 12. Hastings Keith (R) Michigan 19 Wahlbezirke - 1. John Conyers (D) - 2. Weston E. Vivian (D) - 3. Paul H. Todd (D) - 4. Edward Hutchinson (R) - 5. Gerald Ford (R) - 6. Charles E. Chamberlain (R) - 7. John C. Mackie (D) - 8. James Harvey (R) - 9. Robert P. Griffin (R) bis zum 10. Mai 1966 - Guy Vander Jagt (R) ab dem 8. November 1966 - 10. Elford Albin Cederberg (R) - 11. Raymond F. Clevenger (D) - 12. James G. O’Hara (D) - 13. Charles Diggs (D) - 14. Lucien N. Nedzi (D) - 15. William D. Ford (D) - 16. John Dingell Jr. (D) - 17. Martha Griffiths (D) - 18. William Broomfield (R) - 19. Billie S. Farnum (D) Minnesota 8 Wahlbezirke - 1. Al Quie (R) - 2. Ancher Nelsen (R) - 3. Clark MacGregor (R) - 4. Joseph Karth (DFL= Democratic Farmer Labor Party) - 5. Donald M. Fraser (DFL) - 6. Alec G. Olson (DFL) - 7. Odin Langen (R) - 8. John Blatnik (DFL) Mississippi 5 Wahlbezirke - 1. Thomas Abernethy (D) - 2. Jamie L. Whitten (D) - 3. John Bell Williams (D) - 4. Prentiss Walker (R) - 5. William M. Colmer (D) Missouri 10 Wahlbezirke - 1. Frank M. Karsten (D) - 2. Thomas B. Curtis (R) - 3. Leonor Sullivan (D) - 4. William J. Randall (D) - 5. Richard Walker Bolling (D) - 6. William Raleigh Hull (D) - 7. Durward Gorham Hall (R) - 8. Richard Howard Ichord (D) - 9. William L. Hungate (D) - 10. Paul C. Jones (D) | Montana 2 Wahlbezirke - 1. Arnold Olsen (D) - 2. James Franklin Battin (R) Nebraska 3 Wahlbezirke - 1. Clair Armstrong Callan (D) - 2. Glenn Clarence Cunningham (R) - 3. David T. Martin (R) Nevada Staatsweite Wahl - Walter S. Baring (D) New Hampshire 2 Wahlbezirke - 1. Joseph Oliva Huot (D) - 2. James Colgate Cleveland (R) New Jersey 15 Wahlbezirke - 1. William T. Cahill (R) - 2. Thomas C. McGrath (D) - 3. James J. Howard (D) - 4. Frank Thompson (D) - 5. Peter Frelinghuysen (R) - 6. Florence P. Dwyer (R) - 7. William B. Widnall (R) - 8. Charles Samuel Joelson (D) - 9. Henry Helstoski (D) - 10. Peter Wallace Rodino (D) - 11. Joseph Minish (D) - 12. Paul J. Krebs (D) - 13. Cornelius Edward Gallagher (D) - 14. Dominick V. Daniels (D) - 15. Edward J. Patten (D) New Mexico 2 Wahlbezirke - 1. Thomas G. Morris (D) - 2. E. S. Johnny Walker (D) New York 41 Wahlbezirke - 1. Otis G. Pike (D) - 2. James R. Grover Jr. (R) - 3. Lester L. Wolff (D) - 4. John W. Wydler (R) - 5. Herbert Tenzer (D) - 6. Seymour Halpern (R) - 7. Joseph Patrick Addabbo (D) - 8. Benjamin Stanley Rosenthal (D) - 9. James J. Delaney (D) - 10. Emanuel Celler (D) - 11. Eugene James Keogh (D) - 12. Edna F. Kelly (D) - 13. Abraham J. Multer (D) - 14. John J. Rooney (D) - 15. Hugh Carey (D) - 16. John M. Murphy (D) - 17. John Lindsay (R) bis zum 31. Dezember 1965 - Theodore R. Kupferman (R) ab dem 8. Februar 1966 - 18. Adam Clayton Powell Jr. (D) - 19. Leonard Farbstein (D) - 20. William Fitts Ryan (D) - 21. James H. Scheuer (D) - 22. Jacob H. Gilbert (D) - 23. Jonathan Brewster Bingham (D) - 24. Paul A. Fino (R) - 25. Richard Ottinger (D) - 26. Ogden R. Reid (R) - 27. John G. Dow (D) - 28. Joseph Y. Resnick (D) - 29. Leo W. O’Brien (D) bis zum 30. Dezember 1966 - 30. Carleton J. King (R) - 31. Robert C. McEwen (R) - 32. Alexander Pirnie (R) - 33. Howard W. Robison (R) - 34. James M. Hanley (D) - 35. Samuel S. Stratton (D) - 36. Frank Horton (R) - 37. Barber B. Conable (R) - 38. Charles Goodell (R) - 39. Richard D. McCarthy (D) - 40. Henry P. Smith (R) - 41. Thaddeus J. Dulski (D) North Carolina 11 Wahlbezirke - 1. Herbert Covington Bonner (D) bis zum 7. November 1965 - Walter B. Jones Sr. (D) ab dem 5. Februar 1966 - 2. Lawrence H. Fountain (D) - 3. David N. Henderson (D) - 4. Harold D. Cooley (D) bis zum 30. Dezember 1966 - 5. Ralph James Scott (D) - 6. Horace R. Kornegay (D) - 7. Alton Asa Lennon (D) - 8. Charles R. Jonas (R) - 9. Jim Broyhill (R) - 10. Basil Lee Whitener (D) - 11. Roy A. Taylor (D) North Dakota 2 Wahlbezirke - 1. Mark Andrews (R) - 2. Rolland W. Redlin (D) Ohio 23 Wahlbezirke. Außerdem wurde ein Abgeordneter staatsweit gewählt - 1. John J. Gilligan (D) - 2. Donald D. Clancy (R) - 3. Rodney M. Love (D) - 4. William Moore McCulloch (R) - 5. Del Latta (R) - 6. Bill Harsha (R) - 7. Clarence J. Brown (R) bis zum 23. August 1965 - Bud Brown (R) ab dem 2. November 1965 - 8. Jackson Edward Betts (R) - 9. Thomas Ashley (D) - 10. Walter H. Moeller (D) - 11. J. William Stanton (R) - 12. Samuel L. Devine (R) - 13. Charles Adams Mosher (R) - 14. William Hanes Ayres (R) - 15. Robert T. Secrest (D) bis zum 30. Dezember 1966 - 16. Frank T. Bow (R) - 17. John M. Ashbrook (R) - 18. Wayne Hays (D) - 19. Michael J. Kirwan (D) - 20. Michael A. Feighan (D) - 21. Charles Vanik (D) - 22. Frances P. Bolton (R) - 23. William Edwin Minshall (R) - 24. Robert E. Sweeney (D) staatsweit gewählt Oklahoma 6 Wahlbezirke - 1. Page Belcher (R) - 2. Ed Edmondson (D) - 3. Carl Albert (D) - 4. Tom Steed (D) - 5. John Jarman (D) - 6. Jed Johnson Jr. (D) Oregon 4 Wahlbezirke - 1. Wendell Wyatt (R) - 2. Al Ullman (D) - 3. Edith Green (D) - 4. Robert B. Duncan (D) Pennsylvania 27 Wahlbezirke - 1. William A. Barrett (D) - 2. Robert N. C. Nix (D) - 3. James A. Byrne (D) - 4. Herman Toll (D) - 5. William J. Green III (D) - 6. George M. Rhodes (D) - 7. George Watkins (R) - 8. Willard S. Curtin (R) - 9. Paul B. Dague (R) bis zum 30. Dezember 1966 - 10. Joseph M. McDade (R) - 11. Daniel J. Flood (D) - 12. J. Irving Whalley (R) - 13. Richard Schweiker (R) - 14. William S. Moorhead (D) - 15. Fred B. Rooney (D) - 16. John C. Kunkel (R) bis zum 30. Dezember 1966 - 17. Herman T. Schneebeli (R) - 18. Robert J. Corbett (R) - 19. Nathaniel N. Craley (D) - 20. Elmer J. Holland (D) - 21. John Herman Dent (D) - 22. John P. Saylor (R) - 23. Albert W. Johnson (R) - 24. Joseph P. Vigorito (D) - 25. Frank M. Clark (D) - 26. Thomas E. Morgan (D) - 27. James G. Fulton (R) Rhode Island 2 Wahlbezirke - 1. John E. Fogarty (D) - 2. Fernand St. Germain (D) South Carolina 6 Wahlbezirke. - 1. Lucius Mendel Rivers (D) - 2. Albert William Watson (D) bis zum 1. Februar 1965 und erneut ab dem 15. Juni 1965 - 3. William Dorn (D) - 4. Robert Thomas Ashmore (D) - 5. Thomas S. Gettys (D) - 6. John Lanneau McMillan (D) South Dakota 2 Wahlbezirke - 1. Ben Reifel (R) - 2. Ellis Yarnal Berry (R) Tennessee 9 Wahlbezirke - 1. Jimmy Quillen (R) - 2. John Duncan Sr. (R) - 3. Bill Brock (R) - 4. Joe L. Evins (D) - 5. Richard H. Fulton (D) - 6. William Anderson (D) - 7. Tom J. Murray (D) bis zum 30. Dezember 1966 - 8. Fats Everett (D) - 9. George W. Grider (D) Texas 22 Wahlbezirke. Außerdem wurde ein Abgeordneter staatsweit gewählt - 1. Wright Patman (D) - 2. Jack Bascom Brooks (D) - 3. Lindley Beckworth (D) - 4. Ray Roberts (D) - 5. Earle Cabell (D) - 6. Olin E. Teague (D) - 7. John Dowdy (D) - 8. Albert Thomas (D) bis zum 15. Februar 1966 - Lera Millard Thomas (D) ab dem 26. März 1966 - 9. Clark W. Thompson (D) bis zum 30. Dezember 1966 - 10. J. J. Pickle (D) - 11. William R. Poage (D) - 12. Jim Wright (D) - 13. Graham B. Purcell (D) - 14. John Andrew Young (D) - 15. Kika de la Garza (D) - 16. Richard Crawford White (D) - 17. Omar Truman Burleson (D) - 18. Walter E. Rogers (D) - 19. George H. Mahon (D) - 20. Henry B. Gonzalez (D) - 21. O. C. Fisher (D) - 22. Robert R. Casey (D) - 23. Joe R. Pool (D) staatsweit gewählt Utah 2 Wahlbezirke - 1. Laurence J. Burton (R) - 2. David S. King (D) Vermont 1 Wahlbezirk (staatsweit) - 1. Robert Stafford (R) Virginia 10 Wahlbezirke - 1. Thomas N. Downing (D) - 2. Porter Hardy Jr. (D) - 3. David E. Satterfield III (D) - 4. Watkins Moorman Abbitt (D) - 5. William M. Tuck (D) - 6. Richard Harding Poff (R) - 7. John Otho Marsh Jr. (D) - 8. Howard W. Smith (D) - 9. William Pat Jennings (D) - 10. Joel Broyhill (R) Washington 7 Wahlbezirke - 1. Thomas Pelly (R) - 2. Lloyd Meeds (D) - 3. Julia Butler Hansen (D) - 4. Catherine Dean May (R) - 5. Tom Foley (D) - 6. Floyd Hicks (D) - 7. Brockman Adams (D) West Virginia 5 Wahlbezirke - 1. Arch A. Moore (R) - 2. Harley Orrin Staggers (D) - 3. John M. Slack (D) - 4. Ken Hechler (D) - 5. James Kee (D) Wisconsin 10 Wahlbezirke - 1. Lynn E. Stalbaum (D) - 2. Robert Kastenmeier (D) - 3. Vernon Wallace Thomson (R) - 4. Clement J. Zablocki (D) - 5. Henry S. Reuss (D) - 6. John Abner Race (D) - 7. Melvin R. Laird (R) - 8. John W. Byrnes (R) - 9. Glenn Robert Davis (R) - 10. Alvin O’Konski (R) Wyoming Staatsweite Wahlen - Teno Roncalio (D) |

Nicht stimmberechtigte Mitglieder im Repräsentantenhaus:
- Puerto Rico:
  - Antonio Fernós Isern